# Praeacanthonchus kreisi
Praeacanthonchus kreisi är en rundmaskart som först beskrevs av Allgen 1929.  Praeacanthonchus kreisi ingår i släktet Praeacanthonchus och familjen Cyatholaimidae. Arten är reproducerande i Sverige. Inga underarter finns listade i Catalogue of Life.